# 永安街

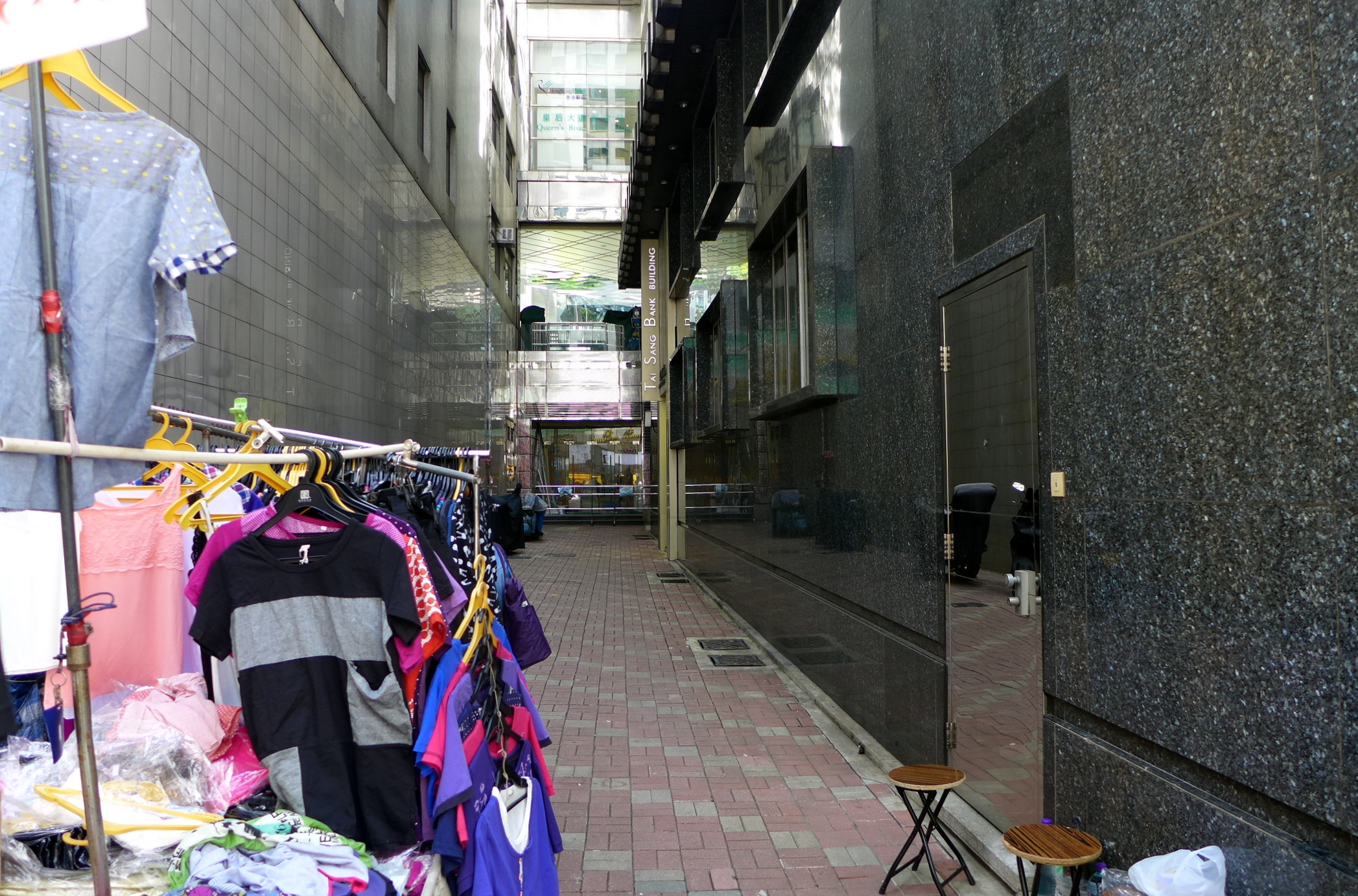
永安街近中環中心

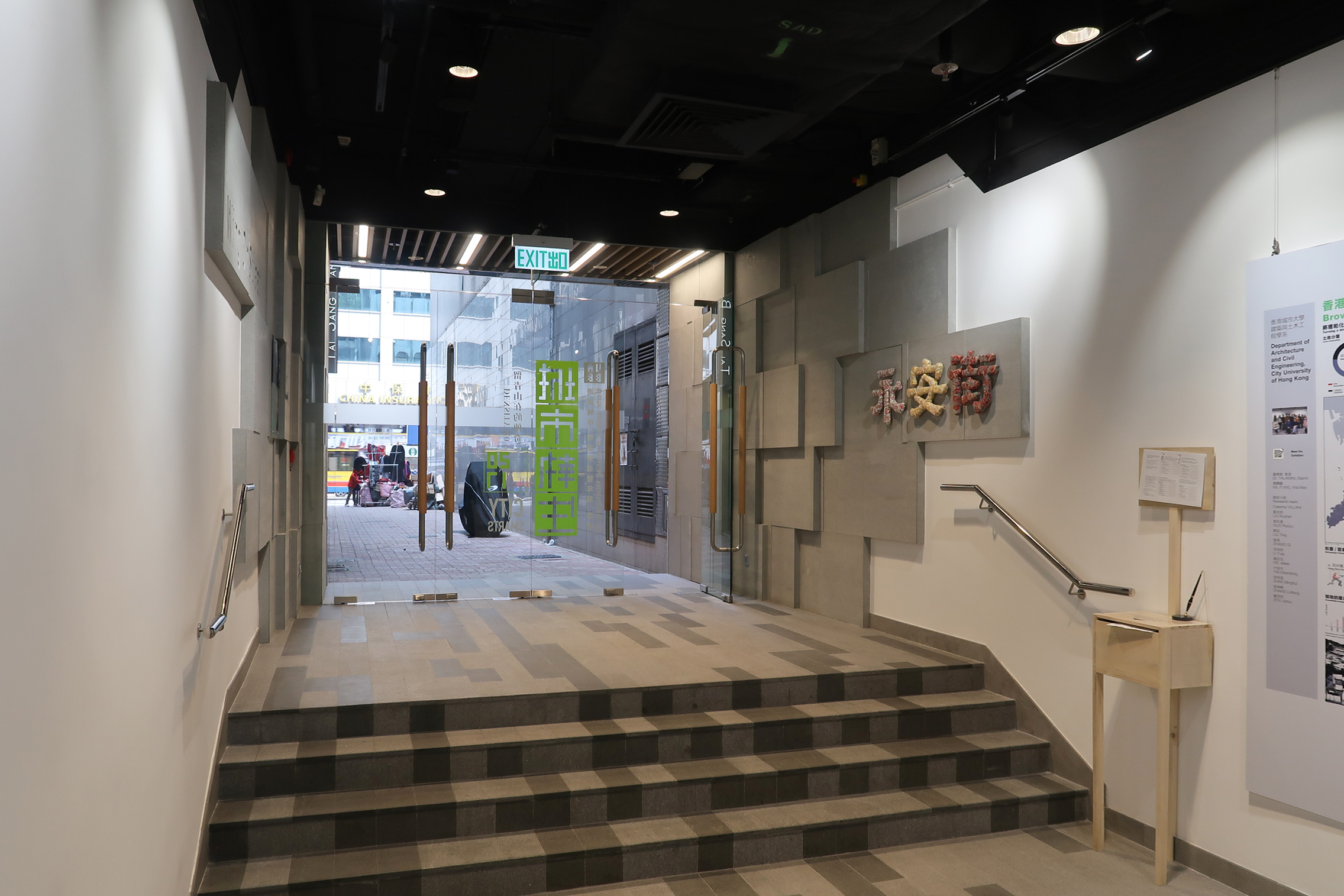
H6 CONET社區空間往永安街出口

永安街（英語：Wing On Street）為香港街道，在香港共有三條。

## 中環永安街
中環的永安街是位於香港港島中環，位於現今中環中心一帶，連接皇后大道中與德輔道中，以販賣布匹聞名，故又名花布街。後因市區重建計劃（今中環中心）而拆遷，當中大部份攤檔搬入上環西港城內，但人流已大不如前；街道則只剩下接近德輔道中一截。
歷史上，香港南北行的東主都會在農曆新年前走過中環永吉街、永勝街、永安街、永和街等四條街，希望在走完這四條街後，他們就可已在新的一年有好的生意。

### 因同一計劃而遷拆的街道
- 機利文街
- 同文街

## 坪洲永安街
坪洲的永安街是位於香港離島區的坪洲，為該島最主要街道之一，大部份的商鋪皆設於此街。

## 大澳永安街
大澳的永安街是位於香港離島區的大澳，為該區最主要街道之一。

## 另見
- 香港街道別名#已拆